# Abbaye du Lieu-Dieu (Beauchamps)
Ne doit pas être confondu avec Abbaye du Lieu-Dieu ou Abbaye royale Notre-Dame de Lieu-Dieu.
L’abbaye du Lieu-Dieu-en-Vimeu est une ancienne abbaye cistercienne de moines, située sur le territoire de l'actuelle commune de Beauchamps, dans la Somme. Elle est fondée au XIIe siècle par les moines de l’abbaye de Foucarmont et détruite après la Révolution. Le domaine est devenu depuis 1986 un centre équestre.

## Situation
L'abbaye du Lieu-Dieu est située sur une île de la Bresle, petit fleuve côtier marquant la limite entre la Picardie et la Normandie. Elle est à la limite des deux provinces, mais côté picard, et administrativement sur la commune de Beauchamps, dans la Somme. Le bras qui enserrait l'abbaye côté est, la coupant du côté picard, est aujourd'hui remblayé ; l'abbaye est entièrement située en rive droite de la Bresle.

## Histoire

### Avant les moines
Des recherches archéologiques menées au XIXe siècle, par François-Irénée Darsy, sur le site de l'abbaye ont révélé la présence de monnaies gallo-romaines, prouvant ainsi que le site avait déjà été occupé dans l'Antiquité,.

### Fondation
L'abbaye est fondée par Hugo, abbé de Foucarmont, en 1189. Il envoie, suivant la tradition cistercienne, douze moines menés par le futur premier abbé du Lieu-Dieu, Vivardus, à la demande du seigneur local Bernard IV de Saint-Valéry, qui octroie une charte de fondation à l'abbaye en février 1191.

### La croissance
La charte de fondation est confirmée par la bulle d'Innocent III, datée de novembre 1203, signée de lui, de quatorze cardinaux et de trois évêques. Une donation de juillet 1254, effectuée pour la construction de l'église, laisse à penser soit que les moines ne disposaient pas d'abbatiale durant les soixante premières années, soit que la première église était devenue trop petite pour leurs besoins, hypothèse beaucoup plus probable.
Malgré tout, les débuts sont assez difficiles, et ce n'est que vers la fin du XIIIe siècle que l'abbaye, à force de dons, acquiert une certaine prospérité économique.

### Liste des abbés connus
- Vivardus (nommé en 1191, déposé en 1200)[6] ;
- Osbert (élu en 1200) ;
- Nicolas de Béon-Béarn (1720-~1788), abbé commendataire, aumônier ordinaire de Mme Adélaïde.

### La nécropole
Comme de nombreuses autres abbayes médiévales, celle du Lieu-Dieu est la dernière demeure du premier donateur, Bernard de Saint-Valéry, ainsi que de nombreux bienfaiteurs (notamment Guillaume du Caisnoy et Rogon de Beauchamps). Certaines de ces sépultures ont été mises au jour lors des fouilles de 1977.

### Les destructions
L'abbaye est détruite partiellement ou totalement à trois reprises. La première destruction intervient en 1415, pendant la guerre de Cent Ans, quand Henri V et ses troupes passent à proximité. La seconde destruction est le fait des troupes des Pays-Bas bourguignons, en 1472. Une reconstruction est organisée au cours du XVIe siècle, mais les troupes calvinistes détruisent à nouveau l'abbaye durant la période française de la guerre de Trente Ans.

### Disparition de l'abbaye et reconversion des bâtiments subsistants

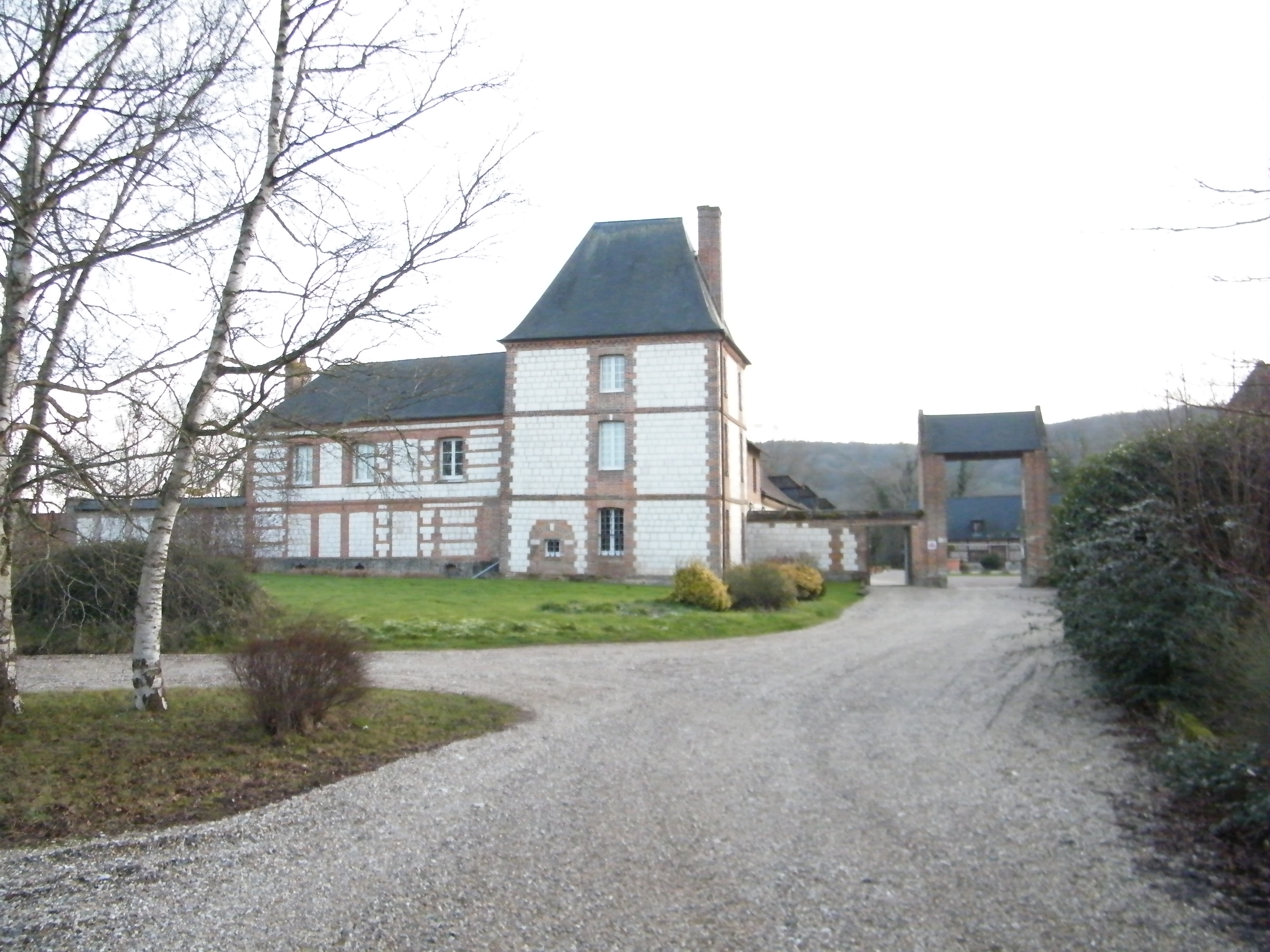

À la Révolution, comme toutes les autres abbayes françaises, le Lieu-Dieu est fermé et ses moines chassés. Les archives de l'abbaye sont transportées à Abbeville où un incendie les détruit quelques années plus tard.
En 1832, le domaine est racheté par la famille de Thézy.
En 1986, Marie-Annick et Jérôme Maillard s'y installent et font du site un centre équestre, en réhabilitant les bâtiments encore viables.

## Vestiges
Une partie de l'abbaye fut rasée, après la Révolution, en particulier l'église abbatiale et le cloître.
De l'église, on ne retrouve que le dallage ; mais les fouilles n'ont pas permis de conclure si le dallage était celui d'une (incertaine) église primitive ou de celle de 1254.

## Pour approfondir